# Kapelec
Kapelec is een plaats in de gemeente Maruševec in de Kroatische provincie Varaždin. De plaats telt 115 inwoners (2001).